# 粟大和
粟 大和（あわ やまと、2000年9月14日 - ）は、日本の俳優、モデル。岡山県出身。T-TRIBE ENTERTAINMENT所属。

## 略歴
小学生時代トライアスロンをしていた。世界大会にも出場した経験がある。
2017年6月に男子高生ミスターコン2017にエントリーし、応募者1万人の中からセミファイナルに選ばれるも落選。
2019年本格的に活動を開始し現在はT-TRIBE ENTERTAINMENTにて映画やドラマ、CM等の活動している。

## 人物
趣味：駅伝観戦・映画鑑賞・漫才&コント鑑賞・サウナ
特技：アクロバット・ドッジボール

## 出演

### 映画
- かぐや様は告らせたい〜天才たちの恋愛頭脳戦〜ファイナル（2021年8月20日、東宝） - アンカー 役
- 君が世界のはじまり（2020年7月31日、バンダイナムコアーツ） - 粟野 役

### テレビドラマ
- 連続テレビ小説（NHK）
  - おかえりモネ 第59話（2021年8月5日） - 朝岡覚（大学生時代） 役[4]
- ナンバMG5 第4話（2022年5月11日、フジテレビ）- 内野 役
- 花嫁未満エスケープ 第10話（2022年6月9日、テレビ東京） - 佐々木慎太郎 役
- 最高の教師 1年後、私は生徒に■された（2023年7月15日 - 9月23日、日本テレビ） - 巡渉
- 転職の魔王様 第6話（2023年8月21日、関西テレビ・フジテレビ） - 宇治川伸役[5]
- 素晴らしき哉、先生!（2024年8月18日 - 10月6日、朝日放送テレビ・テレビ朝日） - 伴大雅 役[6][7][8]

### 舞台
- 「ラブレター」〜さよならきみどりちゃん〜（2020年3月） - 矢野ひかり 役[9]
- 「たかがバス停 されど待つ時」[10]

### MV
- .(dot)any 「ほころび」 - 主演[11]

### CM
- シチズン時計「wicca」ウェブ動画「どっちにときめく？」（2021年10月 - ）
- 日本HP「少しでも早く、陸上」篇（2021年9月）
- ヤクルト「1本のメッセージ」篇（2021年2月）
- スタディサプリ
- Hyperconnect
- 日本郵政「いいじゃん、それぞれの年賀状」篇
- ぴあフィルムフェスティバル 予告編
- FIFA MOBILE TVCM「サッカーを愛する人」篇
- カシオ計算機
- 大鵬薬品 チオビタドリンク

### GR
- AbemaTV  「隣の恋は青く見える」 - キービジュアル
- イオントップバリュ  「インナーカジュアルウェア」
- 拓殖大学紅陵高等学校
- ソフトバンク「学割キャンペーン」

### 配信ドラマ
- 死ぬほど愛して（2025年3月27日 - 、ABEMA SPECIAL） - 吉岡 役[12][13]
- 最弱の転校生（2025年7月22日、DMM TV） - 牛島祐樹 役[14]